# Roberto Luco (Fußballspieler, 1907)
Roberto Santiago Luco Belmar (* 9. Januar 1907 in Antofagasta; † 16. August 1974) war ein chilenischer Fußballspieler. Der Stürmer absolvierte drei Länderspiele für Chile.

## Karriere

### Verein
Roberto Luco spielte in der Amateurauswahl von Curicó. Verantwortliche des Badminton FC brachten den talentierten Fußballer in die Hauptstadt, in der er zwei Jahre für den Verein auflief. 1932 wechselte Luco zum CSD Colo-Colo. 1933 trat er die Reise für das Pazifikteam (spanisch: Combinado del Pacífico) mit Spielern aus Chile und Peru an, das in Amerika und Europa acht Monate lang Freundschaftsspiele absolvierte. Das Spiel gegen West Ham United sah ein argentinischer Offizier, der den Wechsel von Luco zu seinem Lieblingsklub Boca Juniors in die Wege leitete. 
So spielte der Stürmer nach seiner Rückkehr von der Reise 1934 bis 1936 für den argentinischen Klub aus Buenos Aires. Luco gewann mit den Boca Juniors die Meisterschaften 1934 und 1935, er wird in den Statistiken des Klubs als Roberto Lucco geführt. 1936 kehrte er zu Colo-Colo zurück und es gelang ihm, zwei weitere Meisterschaften zu gewinnen. Nach der Meisterschaft 1939 beendete Luco seine Karriere.

### Nationalmannschaft
Roberto Luco debütierte für die Nationalmannschaft unter Pedro Mazullo bei der 1:5-Niederlage gegen Paraguay während des Campeonato Sudamericano 1939 in Peru, als er für José Avendaño eingewechselt wurde. Bei der Südamerikameisterschaft kam der Angreifer noch zu zwei weiteren Partien. Gegen Uruguay kam Luco für Enrique Sorrel ins Spiel und erzielte bei der 2:3-Niederlage den 2:2-Ausgleichstreffer in der 39. Spielminute. Beim 4:1-Erfolg über Ecuador stand Luco in der Startelf. La Roja belegte insgesamt nach einem Sieg und drei Niederlagen den vierten Turnierplatz. Das Spiel gegen Ecuador war das letzte Spiel für Luco im Länderspieltrikot.

## Erfolge
Boca Juniors
- Argentinischer Meister: 1934, 1935

Colo-Colo
- Chilenischer Meister: 1937, 1939